# Preaspiracja
Preaspiracja (także przydech inicjalny lub nagłosowy) – początkowa faza wymowy samogłoski lub spółgłoski dźwięcznej inicjalnej, przypominająca dźwięk /h/. Inaczej mówiąc w fazie preaspiracji struny głosowe są otwarte, by po przejściu w fazę dźwięczną zewrzeć się.
Preaspiracja występuje w języku angielskim i językach skandynawskich. W niektórych dialektach, np. szkockim, zachowała się preaspiracja historyczna, np. /'hwɪtʃ/ (which). W niektórych językach zaznacza się w piśmie preaspirację historyczną, np. w norweskim: Hvar, hvid.
Preaspiracja może być cechą dystynktywną, zatem być fonemiczna, np. high – I.